# Shivan Fate
Shivan Fate (ur. 5 lipca 1980 w Khbirfokani w Syrii) – polski ekonomista, działacz samorządowy i polityk kurdyjskiego pochodzenia, od 2024 starosta powiatu polickiego.

## Życiorys

### Wykształcenie
W 1998 został absolwentem I Liceum Ekonomicznego w Al-Kamishli. W tym samym roku wyemigrował z Syrii. W listopadzie 1998 roku rozpoczął naukę języka polskiego w Studium Języka Polskiego na Politechnice Wrocławskiej. W 1999 roku rozpoczął studia na kierunku Informatyka i Ekonometria na Wydziale Nauk Ekonomicznych i Zarządzania Uniwersytetu Szczecińskiego, które ukończył w 2004 roku, broniąc pracę magisterską napisaną w Instytucie Informatyki w zarządzaniu pt. „Metody data mining w zarządzaniu relacjami z klientami”. Od 2004 roku do 2008 był słuchaczem studiów doktoranckich na Wydziale informatyki Politechniki Szczecińskiej. W 2010 roku ukończył studia podyplomowe z zakresu psychologii zarządzania w Zachodniopomorskiej Szkole Biznesu w Szczecinie. 2 lipca 2020 roku na podstawie pracy doktorskiej pt. Symulacyjne badanie wpływu interwencji publicznych na poziom ubóstwa uzyskał stopień doktora nauk społecznych. Jego promotorem była dr hab. Małgorzata Łatuszyńska, prof. US.

### Działalność zawodowa
W 2007 r. podjął pracę w Urzędzie Marszałkowskim Województwa Zachodniopomorskiego w Departamencie Informatyki, gdzie zajmował się zarządzaniem systemami sieciowymi. W 2009 r. rozpoczął pracę w Regionalnym Ośrodku Polityki Społecznej w Szczecinie, jako główny specjalista ds. badań i analiz w Obserwatorium Integracji Społecznej. W latach 2015–2019 był członkiem Zarządu Spółdzielni Mieszkaniowej SM Przecław w Przecławiu. Od lutego 2015 jest członkiem Rady Programowej Radia Szczecin, w której domagał się m.in. natychmiastowego odwołania Tomasza Duklanowskiego z funkcji redaktora naczelnego radia, po ujawnieniu przez niego danych ofiar szczecińskiego pedofila, które mogły doprowadzić do popełnienia samobójstwa przez Mikołaja Filiksa – syna posłanki Magdaleny Filiks.
Od 2018 do 2024 roku był zastępcą dyrektora Regionalnego Ośrodka Polityki Społecznej Województwa Zachodniopomorskiego, gdzie zajmował się planowaniem polityki społecznej na poziomie regionu. Jest on członkiem Rady Programowej „ThinkTank Nowa Przestrzeń Społeczna” przy Stowarzyszeniu Czas Przestrzeń Tożsamość. Opublikował wiele artykułów skupiających się wokół zagadnień związanych z problemem ubóstwa i wykluczeniem społecznym.
25 listopada 2022 został powołany w skład V kadencji Zachodniopomorskiej Rady Działalności Pożytku Publicznego.

### Działalność polityczna
W 2012 r. wstąpił do Platformy Obywatelskiej. W wyborach samorządowych w 2018 roku z powodzeniem kandydował do Rady Powiatu Polickiego, uzyskał wówczas 819 głosów (16,83%). Przystąpił on do Klubu Radnych Platforma.Nowoczesna Koalicja Obywatelska, którego został przewodniczącym. W radzie powiatu VI kadencji pełnił funkcję przewodniczącego Komisji Zdrowia, Bezpieczeństwa, Pomocy Społecznej i Polityki Rodzinnej, zasiadał też Komisji Budżetu, Finansów i Mienia Powiatu.
Został on członkiem lokalnego komitetu poparcia Rafała Trzaskowskiego w wyborach prezydenckich w 2020.
W październiku 2021 roku został wybrany na przewodniczącego struktur Platformy Obywatelskiej w gminie Kołbaskowo oraz wiceprzewodniczącego struktur w powiecie polickim. W wyborach parlamentarnych w 2023 bezskutecznie kandydował z 23. miejsca do Sejmu z ramienia Koalicji Obywatelskiej, otrzymał 2752 głosy.
W 2024 utrzymał mandat radnego powiatu na okres VII kadencji; dostał 1533 głosy (31,44%). 7 maja tego samego roku został wybrany starostą powiatu polickiego.

## Wyniki wyborcze
| Wybory | Komitet wyborczy        | Komitet wyborczy     | Organ                   | Okręg         | Wynik        |
| ------ | ----------------------- | -------------------- | ----------------------- | ------------- | ------------ |
| 2018   |                         | Koalicja Obywatelska | Rada Powiatu Polickiego | nr 1          | 819 (16,83%) |
| 2023   | Sejm X kadencji         | Koalicja Obywatelska | nr 41                   | 2752 (0,50%)  |              |
| 2024   | Rada Powiatu Polickiego | Koalicja Obywatelska | nr 1                    | 1533 (31,44%) |              |